# Deportes subacuáticos

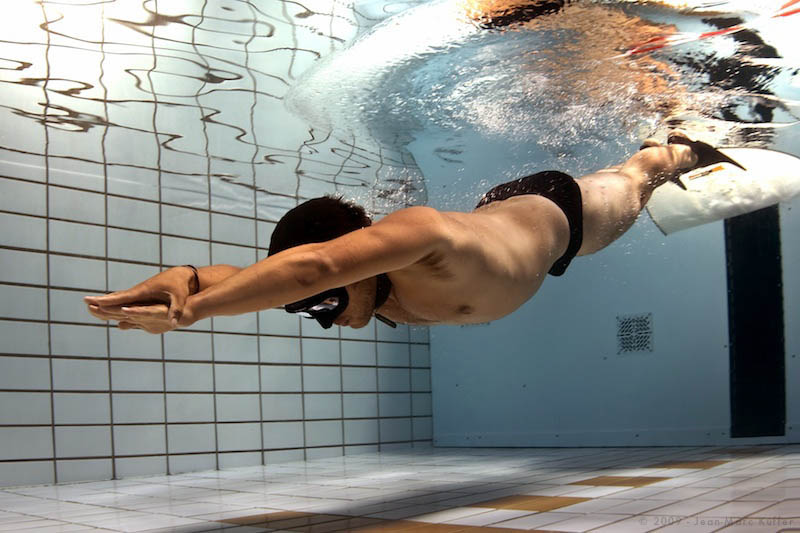
Deportista practicando natación.

Los deportes subacuáticos o submarinos son un grupo de los deportes competitivos que utilizan una combinación de las técnicas submarinas —apnea, snorkel o buceo— incluyendo el uso de equipamiento como máscaras y aletas. Estos deportes son practicados tanto en el entorno natural, en sitios como aguas abiertas o aguas estancadas como lagos, como en entornos acuáticos artificiales como piscinas.
Entre los deportes submarinos están: acuatlón, natación con aletas, apnea, pesca submarina, buceo, hockey subacuático, fotografía subacuática, rugby subacuático, tiro subacuático y orientación subacuática.